# هيلاري سوانك
هيلاري آن سوانك (بالإنجليزية: Hilary Swank)‏(ولدت في 30 يوليو 1974)، هي ممثلة ومنتجة أفلام أمريكية. اشتهرت لأول مرة عام 1992 بدورها في المسلسل التلفزيوني "كامب وايلدر" وقدمت أول ظهور سينمائي لها بدور ثانوي في فيلم "بافي قاتلة مصاصي الدماء" (1992). بدورها في فيلم "فتى الكاراتيه التالي" (الجزء الرابع من سلسلة أفلام فتى الكاراتيه) ودورها في الموسم الثامن من مسلسل "بيفرلي هيلز 90210" (1997-1998).
حققت سوانك شهرة عالمية بأدائها لشخصية براندون تينا في فيلم كيمبرلي بيرس [الإنجليزية] "الأولاد لا يبكون" (1999) وشخصية ماغي فيتزجيرالد في فيلم كلينت إيستوود "فتاة المليون دولار" (2004). حصلت في كلا الأداءين على إشادة نقدية واسعة والعديد من الجوائز، بما في ذلك جائزتي أوسكار لأفضل ممثلة وجائزتي غولدن غلوب لأفضل ممثلة في فيلم درامي. اختيرت من قبل مجلة تايم كواحدة من أكثر 100 شخصية مؤثرة في العالم عام 2005.
توجهت سوانك لاحقًا إلى الإنتاج مع أفلام "أميليا" (2009)، و"إدانة" (2010)، و"أنت لست أنت" (2014)، و"ما كان لديهم" (2018)، والتي قامت ببطولتها جميعًا أيضًا. من أفلامها البارزة الأخرى الفيلم التلفزيوني "ملائكة الفك الحديدي" (2004) والأفلام السينمائية "الداليا السوداء" (2006)، و"كتاب الحرية" (2007)، و"المقيم" (2011)، و"رجل المنزل" (2014)، و"لوغان لاكي" (2017)، و"الصيد" (2020)، و"فاتال" (2020). في عام 2022، لعبت دور البطولة في المسلسل التلفزيوني الدرامي "ألاسكا ديلي".

## نشأتها
وُلدت هيلاري سوانك كابنة وحيدة لوالديها في أسرة فقيرة بمدينة لنكون بولاية نبراسكا، ونشأت في بلدة بيلينجهام بولاية واشنطن. أبدت شغفًا بالتمثيل والرياضة منذ طفولتها، ولاحظت المنتجة السينمائية سوزي ساكس موهبتها مبكرًا، فقامت بتدريبها على التمثيل وهي لا تزال طفلة.  
بدأت مسيرتها المسرحية في سن التاسعة ببطولة مسرحية كتاب الغابة، واستمرت في تقديم العروض المسرحية في المسارح المحلية ومدرستها حتى بلغت السادسة عشرة. إلى جانب التمثيل، تألقت رياضيًا، حيث برعت في السباحة والجمباز، وشاركت في بطولة الألعاب الأولمبية للصغار، كما احتلت المركز الخامس في بطولة ولاية واشنطن للجمباز.  
في سن السادسة عشرة، انتقلت مع والدتها المطلقة، جودي ديفيس، التي كانت ممثلة إلى لوس أنجلوس لتحقيق حلمها في التمثيل. ورغم الصعوبات، عانت هيلاري ووالدتها من ظروف مالية قاسية، واضطرتا للعيش في سيارتهما لعدة أيام بسبب ضيق الحال.

## المسيرة الفنية
بعد عدة سنوات من الكفاح ظهرت في مشهد واحد في فيلم «هاري وأسرة هندرسون» (1987) واقتصر حوارها فيه على سطرين فقط، وكان ذلك بداية عملها الفني كممثلة محترفة. إلاّ أنها واصلت طرق أبواب استديوهات هوليوود لفترة ثلاث سنوات أخرى، قبل أن تظهر في أول أدوارها التلفزيونية في العام1990.
وبعد ذلك تقلبت في عدد من المسلسلات والبرامج التلفزيونية، ثم ظهرت في فيلم الرعب «بافي قاتل مصاص الدماء» (1992). وبعد عامين لفتت الانتباه وحققت بعض الشهرة في فيلم «صبي الكاراتيه القادم» (1994) الذي كان دورها فيه مناسباً لمواهبها الرياضية. وبعد ذلك ظهرت هيلاري سوانك في عدد من الأفلام السينمائية الضعيفة والأفلام والمسلسلات التلفزيونية إلى أن اختارتها المخرجة كمبرلي بيرس للقيام ببطولة فيلم «الأولاد لا يبكون» (1999) بعد أن أمضت هذه المخرجة ثلاث سنوات في البحث عن الممثلة المناسبة من بين مئات الممثلات اللواتي قابلتهن للقيام بدور فتاة تتظاهر بأنها صبي في هذا الفيلم المبني على قصة حقيقية وقعت في ولاية نبراسكا في العام 1993.
وقد مثل فيلم «الأولاد لا يبكون» نقلة نوعية في المشوار السينمائي للممثلة هيلاري سوانك. فقد اكتسبت بفضل أدائها المرهف الحساسية وتقمصها الواقعي لشخصية بطل الفيلم سمعة كواحدة من أقدر ممثلات هوليوود الشابات وتحولت بين عشية وضحاها إلى واحدة من أكبر نجماتها، وعاد هذا الدور عليها باثنتين وعشرين جائزة سينمائية، بينها جائزة الأوسكار. وفي سياق الإعداد لدورها في فيلم «الأولاد لا يبكون» قامت هيلاري سوانك بقص شعرها وبتقمص شخصية ولد على مدى شهر قبل بدء تصوير مشاهد الفيلم. 
وبعد ذلك قامت الممثلة هيلاري سوانك ببطولة عدد من الأفلام التي جمعت بين الأعمال السينمائية الجيدة والضعيفة. ومن أبرز تلك الأفلاك فيلم «الهدية» (2000) الذي جمعها مع عدد من نجوم هوليوود بينهم كيت بلانشيت وكيانو ريفز، وفيلم «الأرق» (2002) مع الممثل آل باتشينو، وفيلم الخيال العلمي «الجزء المركزي» (2003) مع الممثل أرون إيكهارت. 
وبلغت الممثلة هيلاري سوانك ذروة نجاحها السينمائي في فيلم «حبيبة المليون دولار» (2004) الذي انتزعت فيه للمرة الثانية جائزة الأوسكار من منافستها الرئيسة على تلك الجائزة الممثلة أنيت بيننج التي رشحت عن دورها في فيلم «كونها جوليا». وكانت هيلاري سوانك قد جاءت من الوراء واختطفت جائزة الأوسكار عن دورها في فيلم «الأولاد لا يبكون» من الممثلة أنيت بيننج التي كانت الممثلة المفضلة للفوز بالأوسكار عن دورها في فيلم «الجمال الأميركي» في العام.1999 
يشار إلى أن هيلاري سوانك لم تكن الخيار الأول للقيام ببطولة فيلم «حبيبة المليون دولار». فقد عرض الدور على كل من الممثلتين ساندرا بولاك وآشلي جاد اللتين لم يتم الاتفاق بينهما وبين منتج الفيلم ألبيرت رودي الذي قرر عندئذ إسناد الدور لهيلاري سوانك. 
وقامت هيلاري سوانك بالإعداد لدورها في الفيلم الذي تقوم فيه بدور ملاكمة تشق طريقها بنجاح في عالم الملاكمة النسائية قبل أن تصاب بشلل كلي، بالتدرب على الملاكمة وتقوية عضلاتها، وازداد وزنها خلال مرحلة التدريب بحوالي تسعة كيلوغرامات. 
ويعد تقمص هيلاري سوانك لشخصية الملاكمة الشابة في فيلم «حبيبة المليون دولار» واحداً من أفضل الأدوار السينمائية النسائية في هوليوود منذ عدة سنوات. وقد ذهب أحد النقاد إلى حد القول بأن هيلاري سوانك خلقت لكي تقوم بهذا الدور، وبأنها لا تمثل في هذا الفيلم بل تعيش دورها فيه. 
وقد استذكرت الممثلة هيلاري سوانك عند تسلمها جائزة الأوسكار الثانية خلفيتها المتواضعة وكفاحها الطويل حين قالت «إنني لا أدري ما الذي فعلته في هذه الحياة لأستحق كل هذا. فأنا لست سوى فتاة عاشت في معسكر للقاطرات، ولكن كان لديها حلم. ولم أكن أتوقع أبداً أن أفوز بهذه الجائزة، أو حتى أن أرشح لها».

## الحياة الشخصية
في حلقة من مسلسل "ذا أوفيس" في يناير 2009 بعنوان "برنس فاميلي بيبر"، كان الموضوع الفرعي للحلقة هو نقاش زملاء المكتب حول ما إذا كانت هيلاري سوانك "جذابة" أم لا. أشارت سوانك إلى أن مثل هذه المناقشات التي تركز على مظهر النساء في هوليوود تعتبر "إساءة".

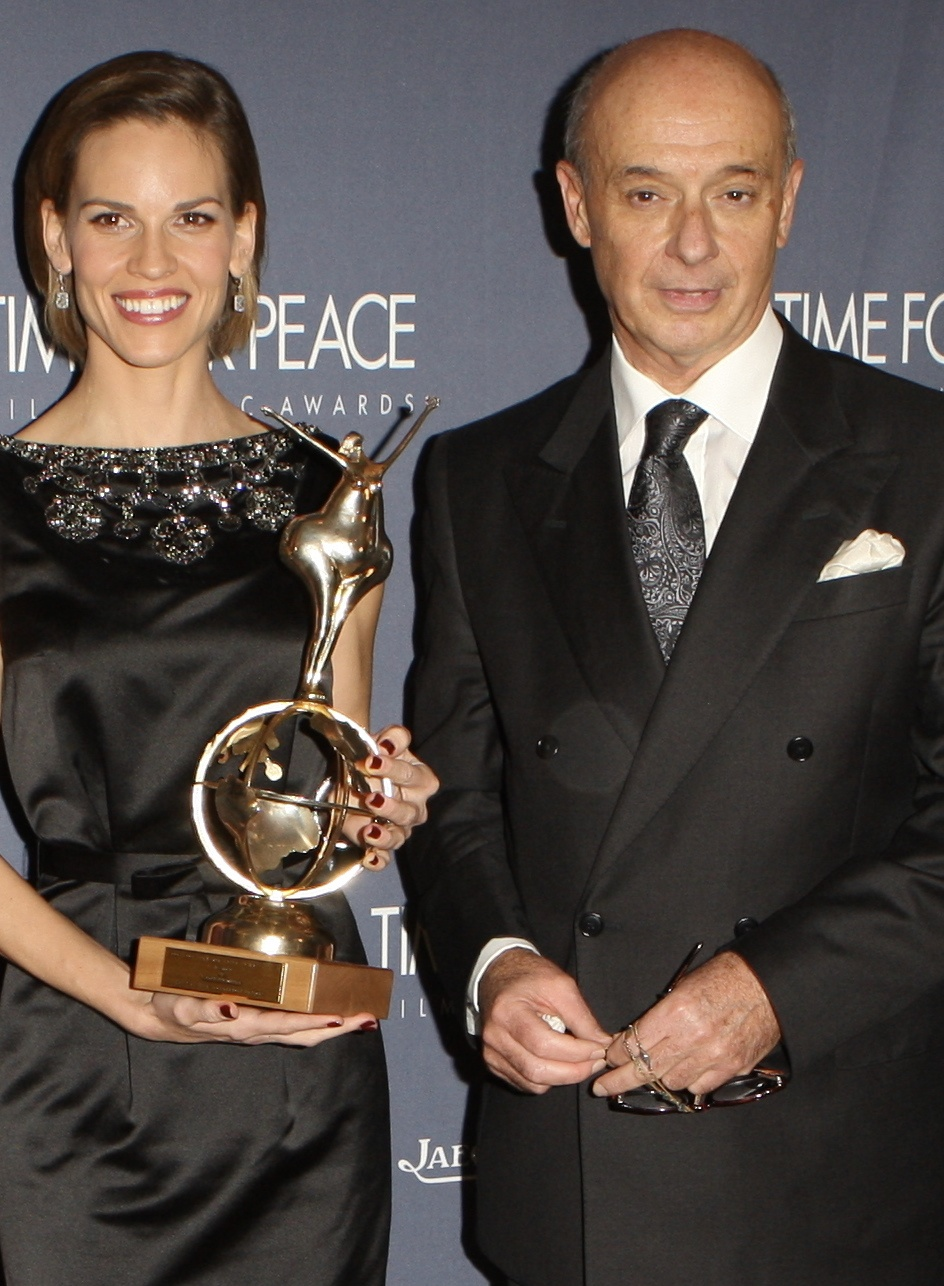

في أكتوبر 2011، أثارت سوانك جدلاً بحضورها حدثًا في العاصمة الشيشانية غروزني بمناسبة عيد الميلاد الـ35 للرئيس الشيشاني رمضان قديروف في 5 أكتوبر. بعد أن تمنت له "عيد ميلاد سعيد، سيدي الرئيس"، ذُكر أنها ادعت معرفتها عن قديروف قائلة: "أنا أقرأ. أقوم ببحثي". بعد انتقادات من جماعات حقوق الإنسان، التي أفادت بأنها أبلغتها عن انتهاكات حقوق الإنسان في الشيشان قبل الحدث وطلبت منها إعادة النظر في مشاركتها، قالت سوانك إنها لم تكن على علم بأن قديروف قد اتُهم بانتهاكات حقوق الإنسان وأنها "تأسف بشدة" لمشاركتها في الحفل الفخم. تبرعت برسوم ظهورها الشخصي "لمنظمات خيرية مختلفة".
في مقابلة أجريت عام 2020 مع مجلة هيلث، كشفت سوانك أنها أخذت استراحة من التمثيل لمدة ثلاث سنوات بدءًا من عام 2014 لمساعدة والدها في التعافي من عملية زرع رئة.
تعتبر سوانك صديقة مقربة من الممثلة ماريسكا هارجيتاي بعد لقائهما في موقع تصوير مسلسل ER. وكانت هارجيتاي وصيفة الشرف في حفل زفاف سوانك من فيليب شنايدر في عام 2018.

### العلاقات العاطفية
التقت سوانك بالممثل تشاد لوي أثناء تصوير فيلم "أيام هادئة في هوليوود". تزوجا في 28 سبتمبر 1997. أعلنا نيتهما في الطلاق في 9 يناير 2006، وانتهت الإجراءات في 1 نوفمبر 2007. في عام 2007، بدأت سوانك بمواعدة وكيلها جون كامبيسي، لكن العلاقة انتهت في مايو 2012.
في 22 مارس 2016، أعلنت سوانك خطوبتها من روبن توريس، وهو مستشار مالي في يو بي إس بنك ولاعب تنس محترف سابق. كانا يتواعدان منذ مايو 2015. في يونيو 2016، أكد ممثل سوانك أن توريس وهي قد أنهيا خطوبتهما.
في 18 أغسطس 2018، تزوجت سوانك من رجل الأعمال فيليب شنايدر بعد علاقة استمرت عامين. في 5 أكتوبر 2022، أعلنت أنها وزوجها ينتظران توأمًا. وفي 10 أبريل 2023، أعلنت أنها أنجبت توأميها، ولد وبنت. في 14 فبراير 2024، أعلنت على إنستغرام أنهما سُميا آيا وأوم.

## قائمة الأعمال

### الأفلام
| السنة | العنوان الإنجليزي                 | العنوان العربي          | الدور                       |
| ----- | --------------------------------- | ----------------------- | --------------------------- |
| 2024  | Ordinary Angels                   | ملائكة عادية            | شارون ستيفنز                |
| 2023  | The Good Mother                   | الأم الطيبة             | ماريسا بينينغز              |
| 2020  | Fatale                            | فاتال                   | المحققة فاليري كوينلان      |
| 2020  | The Hunt                          | الصيد                   | أثينا ستون                  |
| 2019  | I Am Mother                       | أنا الأم                | المرأة                      |
| 2018  | What They Had                     | ما كانوا عليه           | بريجيت إيرتز                |
| 2017  | 55 Steps                          | 55 خطوة                 | كوليت هيوز                  |
| 2017  | Logan Lucky                       | لوغان لاكي              | سارة غرايسون                |
| 2016  | Spark                             | سبارك                   | الملكة (صوت)                |
| 2015  | Lauda: The Untold Story           | لاودا: القصة المجهولة   | نفسها                       |
| 2014  | You're Not You                    | أنت لست أنت             | كيت باركر                   |
| 2014  | The Homesman                      | المنقذ                  | ماري بي كادي                |
| 2011  | New Year's Eve                    | ليلة رأس السنة          | كلير مورغان                 |
| 2011  | The Resident                      | المقيم                  | الدكتورة جولييت ديفيرو      |
| 2010  | Conviction                        | الإدانة                 | بيتي آن ووترز               |
| 2009  | Amelia                            | أميليا                  | أميليا إيرهارت              |
| 2008  | Birds of America                  | طيور أمريكا             | لورا                        |
| 2007  | P. S. I Love You                  | أحبك إلى الأبد          | هولي كينيدي                 |
| 2007  | Freedom Writers                   | كتّاب الحرية             | إيرين غرويل                 |
| 2007  | The Reaping                       | الحصاد                  | كاثرين وينتر                |
| 2006  | The Black Dahlia                  | الداليا السوداء         | مادلين لينسكو               |
| 2004  | Million Dollar Baby               | فتاة المليون دولار      | ماغي فيتزجيرالد             |
| 2004  | Red Dust                          | غبار أحمر               | سارة باركانت                |
| 2003  | The Core                          | اللب                    | الرائد ريبيكا "بيك" تشايلدس |
| 2003  | 11:14                             | 11:14                   | بوزي                        |
| 2003  | Iron Jawed Angels                 | الملائكة الحديدية       | أليس بول                    |
| 2002  | The Space Between                 | الفضاء بيننا            | —                           |
| 2002  | Insomnia                          | الأرق                   | المحققة إيلي بور            |
| 2001  | The Affair of the Necklace        | قضية العقد              | جان سانت ريمي دي فالوا      |
| 2000  | The Gift                          | الهدية                  | فاليري باركسديل             |
| 2000  | The Audition                      | الاختبار                | —                           |
| 1999  | Boys Don't Cry                    | الأولاد لا يبكون        | براندون تينا                |
| 1998  | Heartwood                         | هارتوود                 | سيلفيا أورسيني              |
| 1997  | Quiet Days in Hollywood           | أيام هادئة في هوليوود   | لوليتا                      |
| 1996  | Kounterfeit                       | كاونترفِيت               | كولين                       |
| 1996  | Sometimes They Come Back... Again | أحيانًا يعودون... مجددًا  | ميشيل بورتير                |
| 1994  | The Next Karate Kid               | فتى الكاراتيه التالي    | جولي بيرس                   |
| 1992  | Buffy the Vampire Slayer          | بافي قاتلة مصاصي الدماء | كيمبرلي هانا                |

### التلفزيون
| السنة     | العنوان الإنجليزي                      | العنوان العربي                        | الدور            | ملاحظات                     |
| --------- | -------------------------------------- | ------------------------------------- | ---------------- | --------------------------- |
| 2025      | Yellowjackets                          | يلو جاكيتس                            | ت. ب. أ          |                             |
| 2022–2023 | Alaska Daily                           | ألاسكا ديلي                           | إيلين فيتزجيرالد |                             |
| 2020      | Away                                   | بعيدًا                                 | إيما غرين        | دور رئيسي؛ أيضًا منتج تنفيذي |
| 2019–2020 | BoJack Horseman                        | بوجاك هورسمن                          | جوي بوجو (صوت)   | 5 حلقات                     |
| 2018      | Trust                                  | الثقة                                 | جايل غيتي        | دور رئيسي                   |
| 2013      | Mary and Martha                        | ماري ومرثا                            | ماري مورغان      |                             |
| 2004      | Iron Jawed Angels                      | الملائكة الحديدية                     | أليس بول         | فيلم تلفزيوني               |
| 1997–1998 | Beverly Hills, 90210                   | بيفرلي هيلز 90210                     | كارلي رينولدز    |                             |
| 1997      | Leaving L.A.                           | مغادرة لوس أنجلوس                     | تيفاني روبوك     | دور رئيسي                   |
| 1997      | The Sleepwalker Killing                | جريمة النوم                           | لورن شال         |                             |
| 1997      | Dying to Belong                        | الموت للانتماء                        | ليزا كونورز      |                             |
| 1996      | Terror in the Family                   | الرعب في العائلة                      | دينا مارتن       |                             |
| 1994      | Cries Unheard: The Donna Yaklich Story | الصرخات غير المسموعة: قصة دونا ياكليش | باتي ياكليش      | فيلم تلفزيوني               |
| 1992–1993 | Camp Wilder                            | كامب وايلدر                           | دانييل           | دور رئيسي، 19 حلقة          |
| 1991–1992 | Growing Pains                          | آلام النمو                            | ساشا سيروتسكي    | 2 حلقات                     |
| 1991      | Evening Shade                          | ظلال المساء                           | آيمي تومسون      | 4 حلقات                     |

## الجوائز والترشيحات
| السنة | الجائزة                                                               | العمل                    | النتيجة |
| ----- | --------------------------------------------------------------------- | ------------------------ | ------- |
| 2023  | جائزة الغولدن غلوب، أفضل ممثلة – مسلسل درامي                          | ألاسكا ديلي              | ترشحت   |
| 2021  | جائزة اختيار النقاد السوبر، أفضل شرير في فيلم                         | الصيد                    | ترشحت   |
| 2021  | جائزة اختيار النقاد السوبر، أفضل ممثلة في فيلم أكشن                   | الصيد                    | ترشحت   |
| 2021  | جائزة اختيار النقاد السوبر، أفضل ممثلة في مسلسل خيال علمي / فانتازي   | بعيدًا                    | ترشحت   |
| 2019  | مهرجان لوكارنو السينمائي، جائزة نادي الفهد                            | أنا أمي                  | فازت    |
| 2019  | جائزة AACTA، أفضل ممثلة مساعدة – سينما                                | أنا أمي                  | ترشحت   |
| 2015  | جائزة بامبي، فيلم - دولي                                              | أنت لست أنت              | فازت    |
| 2014  | جائزة جمعية نقاد السينما في بوسطن، أفضل ممثلة رئيسية                  | رجل المنزل               | ترشحت   |
| 2014  | جائزة جمعية نقاد السينما في فينيكس، أفضل ممثلة رئيسية                 | رجل المنزل               | ترشحت   |
| 2014  | جائزة جمعية نقاد السينما في سان دييغو، أفضل ممثلة رئيسية              | رجل المنزل               | ترشحت   |
| 2014  | جائزة مهرجان تيلورايد السينمائي، جائزة الميدالية الفضية               | رجل المنزل               | فازت    |
| 2014  | جائزة دائرة نقاد الأفلام النسائية، جائزة الشجاعة في التمثيل           | رجل المنزل               | ترشحت   |
| 2014  | جائزة دائرة نقاد الأفلام النسائية، جائزة أفضل فريق تمثيلي             | رجل المنزل               | فازت    |
| 2011  | جائزة فريت ميتر، أفضل ممثلة رئيسية                                    | المقيم                   | ترشحت   |
| 2011  | جائزة مهرجان غيفوني السينمائي، جائزة فرنسوا تروفو                     | المقيم                   | فازت    |
| 2011  | جائزة نقابة ممثلي الشاشة، أفضل أداء من ممثلة في دور رئيسي             | الإدانة                  | ترشحت   |
| 2009  | جائزة مهرجان هوليوود السينمائي، أفضل ممثلة رئيسية                     | أميليا                   | فازت    |
| 2009  | جائزة شبكة صور النساء، أفضل ممثلة في فيلم مميز                        | ب. س. أحبك / كتاب الحرية | ترشحت   |
| 2008  | جائزة الكاميرا الذهبية، أفضل ممثلة دولية                              | ب. س. أحبك / كتاب الحرية | فازت    |
| 2008  | جائزة الفيلم والتلفزيون الإيرلندي، أفضل ممثلة دولية                   | ب. س. أحبك               | فازت    |
| 2007  | جائزة تحالف نقاد السينما النسائي، أفضل ممثلة بحاجة إلى وكيل جديد      | الداليا السوداء          | فازت    |
| 2007  | جائزة ممشى المشاهير، نجمة على ممشى المشاهير - سينما 6925 هوليوود Blvd | الداليا السوداء          | فازت    |
| 2006  | جائزة DVD Exclusive، أفضل ممثلة رئيسية في فيلم تم عرضه على DVD        | 11:14                    | ترشحت   |
| 2006  | جائزة إمباير، أفضل ممثلة                                              | فتاة المليون دولار       | ترشحت   |
| 2006  | جائزة يوربتر، أفضل ممثلة دولية                                        | فتاة المليون دولار       | فازت    |
| 2005  | جائزة الأكاديمية، أفضل ممثلة رئيسية                                   | فتاة المليون دولار       | فازت    |
| 2005  | جائزة اختيار النقاد، أفضل ممثلة رئيسية                                | فتاة المليون دولار       | فازت    |
| 2005  | جائزة دربي الذهب، أفضل ممثلة رئيسية                                   | فتاة المليون دولار       | فازت    |
| 2005  | جائزة غولدن غلوب، أفضل ممثلة رئيسية في فيلم درامي                     | فتاة المليون دولار       | فازت    |
| 2005  | جائزة روح الاستقلال، أفضل ممثلة رئيسية                                | فتاة المليون دولار       | فازت    |
| 2005  | جائزة جمعية نقاد السينما في نيويورك، أفضل ممثلة رئيسية                | فتاة المليون دولار       | فازت    |
| 2004  | جائزة سيركت المجتمعي، أفضل ممثلة رئيسية                               | مليون دولار فتاة         | ترشحت   |
| 2004  | جائزة سيركت المجتمعي، أفضل فريق تمثيلي                                | مليون دولار فتاة         | ترشحت   |
| 2003  | جائزة سيركت المجتمعي، أفضل ممثلة رئيسية                               | الأبطال الحديديون        | ترشحت   |
| 2001  | جائزة أكاديمية بريطانيا، أفضل ممثلة رئيسية                            | الفتاة المليون دولار     | ترشحت   |
| 2001  | جائزة إمباير، أفضل ممثلة                                              | الفتاة المليون دولار     | ترشحت   |
| 1999  | جائزة جمعية نقاد السينما في بوسطن، أفضل ممثلة رئيسية                  | الأولاد لا يبكون         | فازت    |

## روابط خارجية
- هيلاري سوانك على موقع IMDb (الإنجليزية)
- هيلاري سوانك على موقع ميتاكريتيك (الإنجليزية)
- هيلاري سوانك على موقع الموسوعة البريطانية (الإنجليزية)
- هيلاري سوانك على موقع روتن توميتوز (الإنجليزية)
- هيلاري سوانك على موقع مونزينجر (الألمانية)
- هيلاري سوانك على موقع قاعدة بيانات الأفلام العربية
- هيلاري سوانك على موقع ألو سيني (الفرنسية)
- هيلاري سوانك على موقع تيرنر كلاسيك موفيز (الإنجليزية)
- هيلاري سوانك على موقع أول موفي (الإنجليزية)
- هيلاري سوانك على موقع بوكس أوفيس موجو (الإنجليزية)